# ペトラ
ペトラ（アラビア語: البتراء）は、ヨルダンにある遺跡。死海とアカバ湾の間にある渓谷にある。死海から約80km南に位置し、行政上はマアーン県ペトラ郡に属する。またペトラとは、ギリシャ語で岩を意味する。1985年12月6日、ユネスコの世界遺産（文化遺産）に登録（ID326）。2007年7月、新・世界七不思議に選出。

## 概要
ペトラのある地は、自然の要塞であった。また西にガザ、北にダマスカス、紅海にも近く、中東での人や物の行き交う要衝の地でもあった。ナバテア人（Nabataeans）の首都や砂漠を移動していたキャラバン隊の中継基地であったと伝えられてきた。
立地条件の良さのため、紀元前1世紀ごろから、古代ナバテア人の有力都市として栄えた。ペトラの特徴として、スパイス交易の拠点機能と治水システムがあげられる。
完全な岩礁地帯であるので、農業には不向きであった。また雨が降ると、鉄砲水となって渓谷内を通過していった。ナバテア人は、ダムを作って鉄砲水を防ぎ、さらに水道管を通して給水設備を作り上げたことが分かっている。

## 歴史
紀元前1200年頃から、エドム人たちがペトラ付近に居住していたと考えられている。エドム人たちの詳細は不明である。（旧約聖書の創世記第36章によると、アブラハムの孫・エサウ系の子孫と、その地のセイル（セラ）山地に先住していたホリビとセイルの子孫らとの一部混淆による人たちであろうと推定されうる。）
紀元前1世紀ごろから、エドム人達を南へ追いやったナバテア人達が居住しはじめる。ナバテア人はアラビア付近の貿易を独占。それにともないペトラも古代ナバテア人の有力都市として栄えた。
紀元前64年から紀元前63年ごろ、ナバテア人はローマの将軍、ポンペイウスにより、その支配下におかれる。ローマは、ナバテアの自治は認めたものの、税を課した。また砂漠から進入してくる異民族の緩衝地帯とした。また、ローマ風の建築物の造営がこのころ始まった。
紀元後1世紀の初期には、ナバテア王のアレタスは隣接するペレアの領主ヘロデと仲が悪く何度も争いがおこっていた。一時は小康状態になり王アレタスの娘がヘロデの元に嫁いだ。しかし、後日ヘロデが兄弟の妻ヘロディアを(夫と別れさせたうえで)新たに妻にしようとしたため、アレタスの娘は逃げだして実家にもどった。間もなくナバテアとペレアの間に再び戦が起き、ペレア軍内の内部分裂もあってナバテアが勝利した。が、宗主国であるローマ帝国が割って入り、戦を仕掛けた方に問題があるとして、アレタスをとらえ処刑の命令を下した。
紀元後105年に、ローマ皇帝トラヤヌスが反乱を起こしたペトラを降伏させ、106年には、ペトラとナバテア人はローマのアラビア属州として完全に組込まれる。
それまで町の中心部に共同墓所が設けられていたが、死を嫌うローマの影響か、この頃から町の外れに墓所が作られる形に変わっている。また、ローマ風建築様式の巨大な円形劇場が造られている。
363年、ガリラヤ地震 (363年)が発生した。多くの建物が崩壊し、水路網が破壊されるなどの被害が生じた。かつては、この地震によりペトラが亡んだと考える説が強かった。この頃からキリスト教がペトラに普及した形跡がある。
5世紀初頭、鉄砲水による大きな洪水被害を受ける。
663年、イスラム帝国によってこの地域が征服され、ペトラが主要通商路から外れると、ペトラは次第に衰退していった。
749年、ガリラヤ地震 (749年)が発生した。この地震によって大きな被害が生じると、ついにナバテア人はペトラを放棄した。
1812年、スイス人の探検家であるヨハン・ブルクハルトが、12世紀の十字軍以降で初めてヨーロッパへ紹介した。

## 発掘調査
ルートヴィヒ・ブルクハルトによる紹介以降、20世紀の頭から発掘調査が行われ始め、現在も続いている。2000年の調査段階でも未だ遺跡の1%程度しか完了していないと推定されている。2014年現在、85%が未発掘とされる。

## 主な遺跡

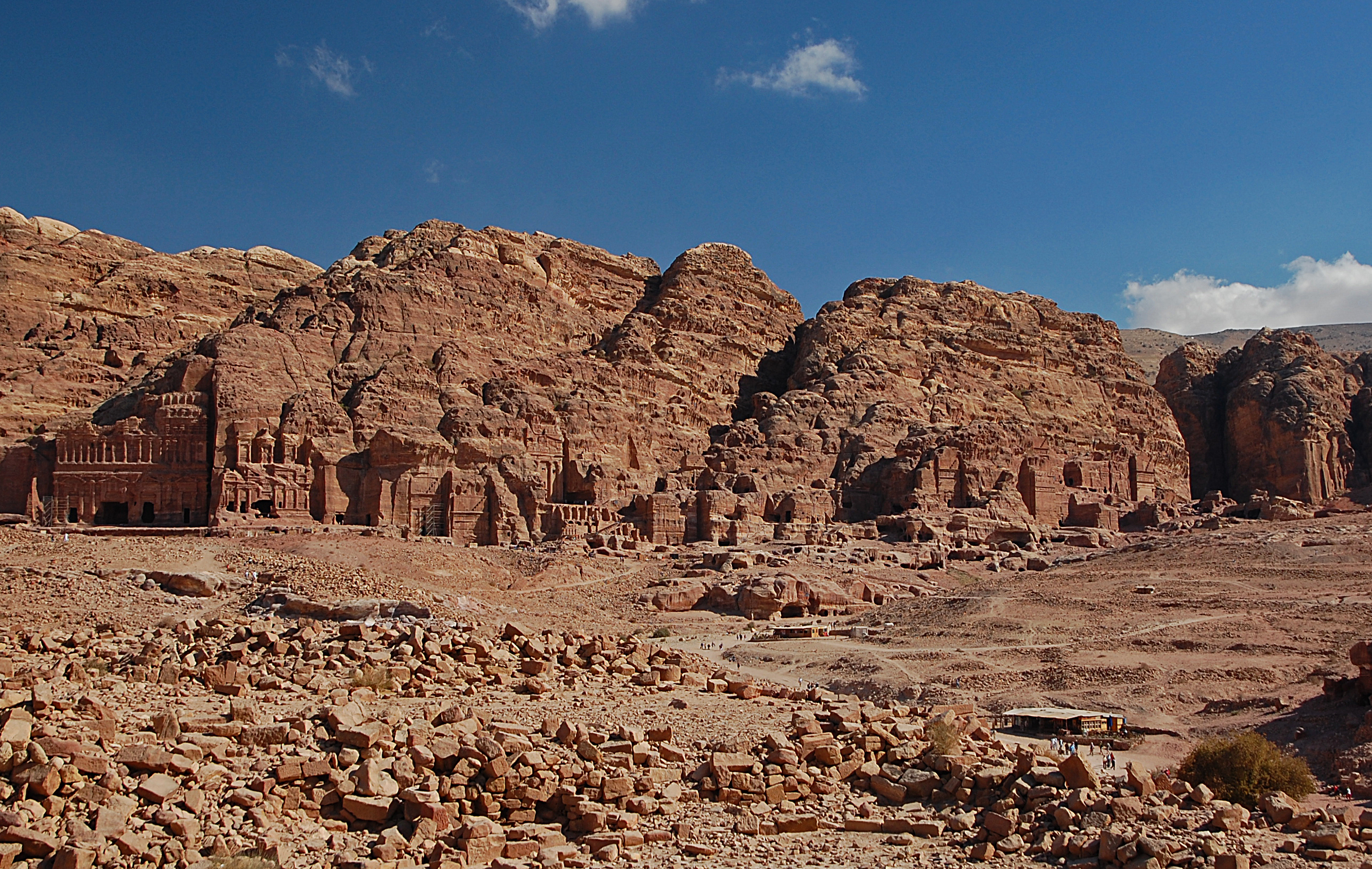
王家の墓とウナイシュの墓

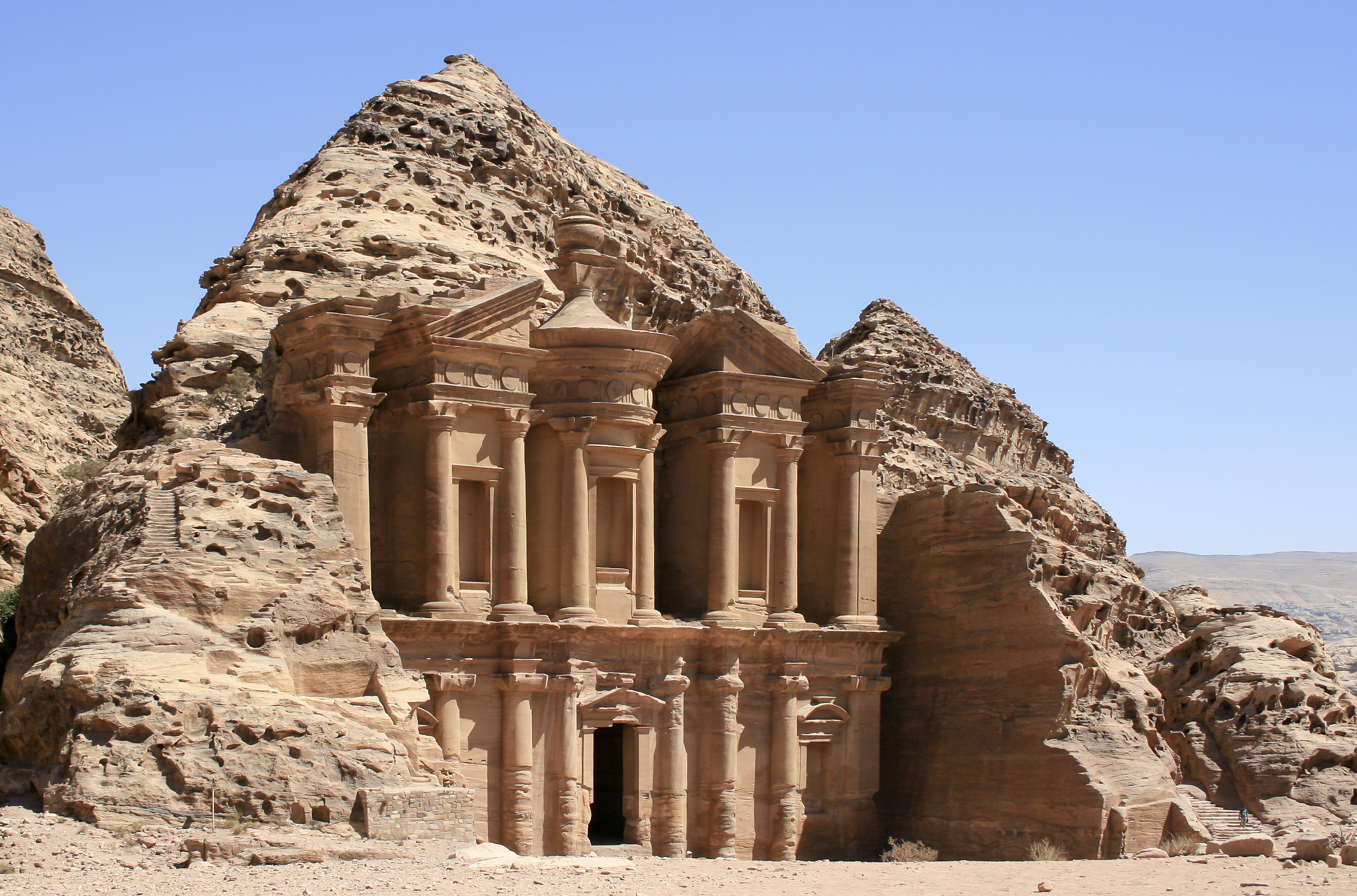
エド・ディル（修道院の意）

エル・カズネ（宝物殿）
エル・ハズネとも表記される。古代のペトラにおいては、アーロン山（Jabal Haroun, 英語: Aaron's Mountain）周辺に通じる行路を南から、ペトラの平野を横切るか、あるいは高地から北に進入していたとも考えられるが、現代の訪問者のほとんどは東より遺跡に入場する。荘重な東側の入口は、暗く狭いシーク（Siq, 英語: the shaft）と呼ばれる峡谷（所により幅わずか3-4m）を抜けて通じており、それは砂岩の岩盤の深い亀裂より形成された自然の地質特性であり、ワディ・ムーサ (Wadi Musa) に流れる水路の役目もある。狭い峡谷の終わる先に、砂岩の断崖に刻まれたペトラの最も精緻な遺跡であるエル・カズネ（一般に「宝物殿」として知られる）が建っている。エル・カズネは、1 世紀初頭に偉大なナバテア人の王の墳墓として造られたものとされ、切り立った砂岩の壁を削って造られた正面は、幅 約30 m、高さ 約40 mにおよぶ。

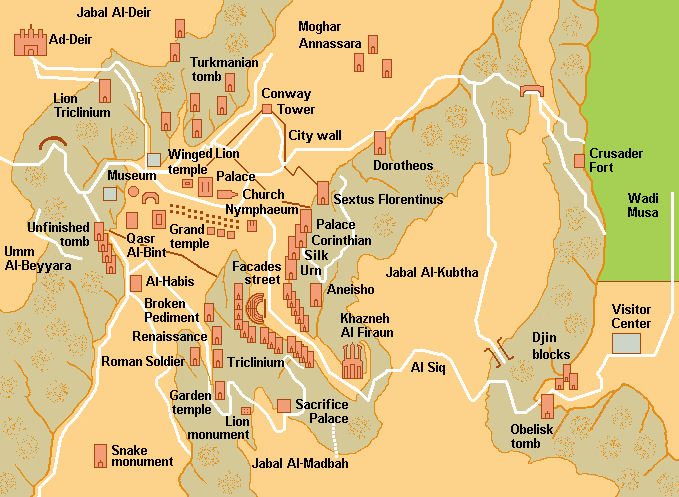
ペトラの地図

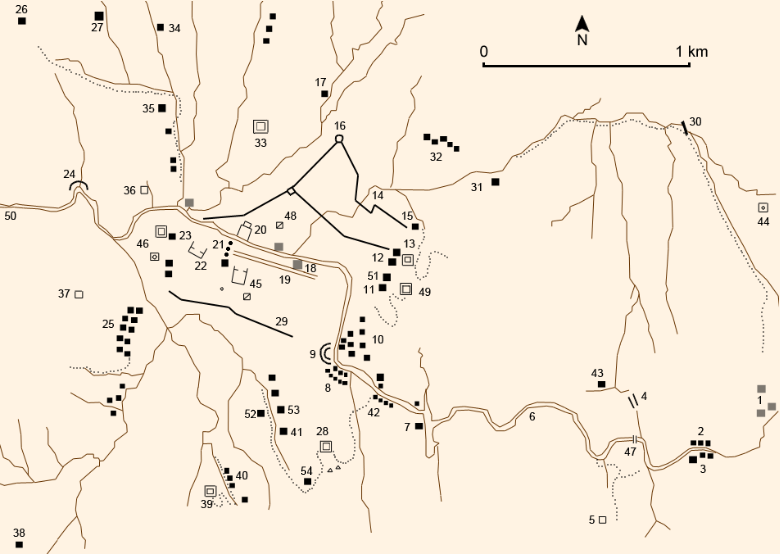

| 1. ホテル、ビジターセンター 2. ジン・ブロックス （画像） 3. オベリスクの墓 （画像） 4. エル・ムスリム・トンネル（画像） 5. Al-Madras 6. シーク （画像） 7. エル・カズネ （画像） 8. ファサードの道 9. ローマ劇場 （画像） 10. ウナイシュの墓 （画像） 11. アーン（壺）の墓 （画像） 12. コリントの墓 （画像） 13. 宮殿の墓 （画像） 14. 北の壁 15. セクスティウス・フロレンティヌス墳墓 （画像） 16. Conway Tower 17. トゥルクマニヤの墓 18. ニンファエウム | 1. 列柱通り （画像） 2. 翼を持ったライオンの神殿 3. 凱旋門 （画像） 4. カスル・アル・ビント （画像） 5. 博物館 6. 採石場 （画像） 7. Umm al-Biyarah （墳墓群） 8. エド・ディル (Ad Deir) （画像） 9. Jabal al-Deir （山） 10. 犠牲祭壇 11. 南の壁 12. 水路 13. ドロセウスの家 14. Mughr an-Nasarah （墳墓群） 15. Al-M'aysrah （聖域） 16. ビクリニウム 17. ライオン・トリクリニウム（画像） 18. Isis （聖域） | 1. Umm al-Biyarah （聖域） 2. ヘビのモニュメント 3. Jabal al-Nmayr （山） 4. Wâdi al-Nmayr （墳墓） 5. 庭墓 （画像） 6. 墳墓 7. ワシの壁龕 8. Al-Wu'eira Fort 9. 大神殿 （画像） 10. エル・ハビス 11. ダム （画像） 12. ビザンティン教会 （画像） 13. Jabal al-Khubtha （山） （画像） 14. Wadi Siyagh （画像） 15. シルクの墓 （画像） 16. ローマ兵の墓 （画像） 17. トリクリニウム （画像） 18. ライオンのモニュメント （画像） |

## 登録基準
この世界遺産は世界遺産登録基準のうち、以下の条件を満たし、登録された（以下の基準は世界遺産センター公表の登録基準からの翻訳、引用である）。
- (1) 人類の創造的才能を表現する傑作。
- (3) 現存するまたは消滅した文化的伝統または文明の、唯一のまたは少なくとも稀な証拠。
- (4) 人類の歴史上重要な時代を例証する建築様式、建築物群、技術の集積または景観の優れた例。

## その他
- 一帯のベドウィンの文化的空間はユネスコの無形文化遺産に指定されている[6]。
- エル・カズネ（宝物殿）は『インディ・ジョーンズ/最後の聖戦』のロケ地として、エド・ディル（英語版）は『トランスフォーマー/リベンジ』のロケ地として使われた。また、『シンドバッド虎の目大冒険』においても、実写部分のロケ地となっている。
- 2018年11月9日、土石流が発生して観光客らと一時的に連絡が取れなくなる騒ぎがあった[7]。
- アガサ・クリスティの推理小説『死との約束』（ポアロシリーズ作品）における殺人事件の舞台。